# Acclaim Entertainment
Acclaim Entertainment, Inc. was een Amerikaans computerspelontwikkelaar en uitgever. Het bracht computerspellen op de markt voor diverse systemen van fabrikanten, zoals Sega, Nintendo, Microsoft, en Sony.
Na het faillissement en einde van Acclaim in 2004 werd het logo en de merknaam opgekocht door het niet-gerelateerde bedrijf Acclaim Games.

## Spellen (selectie)
- Bart Simpson's Escape from Camp Deadly (1991)
- The Simpsons: Bart vs. the Space Mutants (1991)
- Alien 3 (1992)
- Krusty's Fun House (1992)
- Mortal Kombat (computerspelserie) (1992)
- NBA Jam (1993)
- Virtual Bart (1994)
- Stargate (1995)
- X-Men: Children of the Atom (1997)
- Re-Volt (1999)
- 18 Wheeler: American Pro Trucker (2000)
- ECW Anarchy Rulz (2000)
- Burnout (2001)
- Crazy Taxi (2001)
- Legends of Wrestling (2001)
- XG3: Extreme G Racing (2001)
- Aggressive Inline (2002)
- Burnout 2: Point of Impact (2002)
- Vexx (2003)